# Arctia virgo
Arctia virgo är en fjärilsart som beskrevs av Jacob Hübner 1804. Arctia virgo ingår i släktet Arctia och familjen björnspinnare. Inga underarter finns listade i Catalogue of Life.